# Sichelbronn
Sichelbronn (fränkisch: Ziechlbrunn) ist ein Gemeindeteil des Marktes Obernzenn im Landkreis Neustadt an der Aisch-Bad Windsheim (Mittelfranken, Bayern). Sichelbronn liegt in der Gemarkung Egenhausen.

## Geografie
Bei der Einöde entspringt der Brachbach, ein rechter Zufluss der Zenn. Der Ort ist im Süden vom Siegelranken umgeben, der sich im Kaabholz erhebt. Im Nordosten befindet sich das Kohlholz. Ein Anliegerweg führt nach Egenhausen zur Staatsstraße 2253 (0,5 km nordwestlich).

## Geschichte
Im Jahre 1712 wurde ein „Ziegelbronnen“ (= ein aus Mauernziegeln gefasster Brunnen) erstmals schriftlich erwähnt. 1777 wurde der Hof „Siegelbronn“ erwähnt, der nach diesem benannt wurde. Er wurde an der Stelle der wüst gegangenen Egenhausener Papiermühle errichtet. 1825 entstand dort eine kleine Siedlung. Sie wurde zeitweise „Papierstampf“ genannt, seit 1877 „Sichelbronn“. Der Ort gehörte zu der 1818 gebildeten Ruralgemeinde Egenhausen. Die freiwillige Gerichtsbarkeit über drei Anwesen hatte bis 1848 das Patrimonialgericht Obernzenn-Seckendorff-Gutend inne. Am 1. Juli 1975 wurde Egenhausen im Zuge der Gebietsreform in Bayern nach Obernzenn eingemeindet.

## Einwohnerentwicklung
| Jahr      | 001836 | 001840 | 001861 | 001871 | 001885 | 001900 | 001925 | 001950 | 001961 | 001970 | 001987 |
| Einwohner | 18     | 18     | 35     | 19     | 25     | 14     | 6      | 11     | 5      | 4      | *      |
| Häuser    | 1      | 4      |        |        | 1      | 4      | 2      | 2      | 1      |        | *      |
| Quelle    | [ 13 ] | [ 8 ]  | [ 14 ] | [ 9 ]  | [ 15 ] | [ 16 ] | [ 17 ] | [ 18 ] | [ 19 ] | [ 20 ] | [ 21 ] |

## Religion
Die Einwohner evangelisch-lutherischer Konfession sind nach Allerheiligen (Egenhausen) gepfarrt, die Einwohner römisch-katholischer Konfession sind nach Mariä Himmelfahrt (Sondernohe) gepfarrt.